# 蘇錫文
蘇 錫文（そ しゃくぶん）は、中華民国の政治家・実業家。別名は松治・有詳。上海市大道政府・中華民国維新政府・南京国民政府（汪兆銘政権）の要人。なお、本文で後述するように出自や経歴については不明点・不審点が非常に多い人物である。

## 事績

### 通説とされる出自と経歴
督弁上海市政公署秘書処編『（上海）市政概要』第3版や秋田茂「上海市政府成立秘話」によると、上海市大道政府で市長になる以前の蘇錫文の経歴は以下のとおりとなる。
日本には東京に9年、横浜に7年、計16年滞在していた。1915年（民国4年/大正4年）に早稲田大学政治経済科を卒業して帰国する。帰国後は政界入りし、福建省政府財政庁庁長、広東大元帥府財政司長兼民政司長を歴任した。この時、中国国民党最高幹部の1人である胡漢民と親交があったが、胡の主義主張と合わず、胡のみならず国民党とも絶縁している。その後は私立持志大学での思想研究の末に万法帰一の大道思想に至り、これに基づく運動を開始した。蔣介石国民政府からは逮捕令を出されながらも、華北自治運動勃発に伴い、北上してこれに参加している。

### 出自と経歴の不審点
しかしながら、上記の経歴については全体的に不審点が多い。
第1に早稲田大学の卒業については、早稲田大学専門部政治経済科及び同大学大学部政治経済学科の大正4年度卒業生の中に蘇錫文と同定可能な名義の人物は見当たらない。また、早稲田大学の「校友」（卒業しなかったものの同大学で修学していたことを指す）としての情報すら無い。
第2に福建省政府財政庁庁長については、少なくとも北京政府と蔣介石国民政府からの任命は確認できない。また、広東の大元帥府（大本営）からの任命として省財政庁長の任命が確認できるのは広東省のみである（大本営財政部部長・古応芬が兼任）。
第3に広東大元帥府財政司長兼民政司長についても、この地位の表記自体が正確とは言えず、本来ならば大元帥府「大本営」が付く。また、大元帥府大本営の組織階層は部→局→科が通例である（局レベルに署などの例外もある）。大本営には財政部と内政部が存在するが、この両部には司が存在しない。更に、中華民国政府官職資料庫を検索する限り、大本営の属官（秘書レベルまで掲載されている）として蘇錫文の名は見当たらない。
第4に胡漢民については、蘇錫文が公の場に登場する以前の1936年5月12日にすでに死去している。また関智英の指摘によれば、胡関係の書翰等を調査しても蘇との交渉は確認できないとのことである。
以上の4点については、2025年現在入手可能な情報の限りでは、蘇錫文の自称ないし詐称と見なして差支えない。
このほか、当時の中国側情報として蘇錫文は「台湾人」であるとの指摘がすでに流布されていた。しかも、日本人の回想録においても蘇を台湾出身とする記述が複数あり、この点については日本側ですら一定の共通認識になっていたと見られる。それに加えて、南京に滞在していた台湾人は、現地中国人から日本のスパイと指摘されるなどの社会的な弾圧や圧迫を恐れ、おしなべて「福建人」を自称していたとの指摘まである。
一方、岩井英一（当時、上海総領事館副領事）は、正体不明の人物たる中華民国維新政府実業部長・王子恵については自らの回想録で悪口雑言に類する評価を下しており、その攻撃は出自に対する疑惑にまで及んでいる（詳細は王子恵記事参照）。ところが、同様に出自が疑わしい蘇錫文に対しては、岩井は特段の非難・攻撃をしておらず、蘇が岩井を頼り、岩井も手助けしていた、との記述が見受けられるのみであった。ちなみに、蘇と王は知人同士であったことが、頓宮寛（上海福民病院院長）の証言から明らかとなっている。

### 親日政権での活動
1937年（民国26年）12月、日本の指示により、上海市大道政府の市長に就任した。翌年3月に中華民国維新政府が成立すると、その翌月に蘇錫文は上海市政公署暫行督弁（市長に相当）に任ぜられる。10月、傅筱庵が新たに上海市長に任命されると、蘇は上海市政府秘書長兼中央市場場長に異動した。
1940年（民国29年）10月、傅筱庵が国民党特務の工作により暗殺されると、翌月に陳公博が着任するまで蘇が暫時市長を代行した。陳の就任とともに蘇は秘書長を辞任する。以後、中華輪船股份有限公司董事長、航業財産整理委員会主任委員などをつとめた。
1945年、死去。享年54。